# Girolamo Grimaldi (zm. 1543)
Girolamo Grimaldi (ur. w Genui, zm. 27 listopada 1543 tamże) – włoski kardynał.

## Życiorys
Urodził się w Genui, jako syn Benedetta Grimaldiego i Pellegry Sauli. W młodości poślubił Franciscę Cattaneo i miał z nią pięcioro dzieci. Po śmierci żony był senatorem Republiki, a następnie wstąpił do stanu duchownego. 21 listopada 1527 roku został kreowany kardynałem diakonem i otrzymał diakonię San Giorgio in Velabro. 17 listopada 1528 roku przyjął święcenia subdiakonatu i diakonatu. Pełnił rolę administratora apostolskiego Brugnato (1528–1535), Venafro (1528–1536), Bari (1530–1540), Strongoli (1534–1535) i Albengi (1538–1543). Był także legatem w Genui i Romandioli. Zmarł 27 listopada 1543 roku w Genui.